# Saxifraga embergeri
Saxifraga embergeri är en stenbräckeväxtart som beskrevs av René Charles Maire. Saxifraga embergeri ingår i Bräckesläktet som ingår i familjen stenbräckeväxter. Inga underarter finns listade i Catalogue of Life.